# Pasquale Lops
Pasquale Lops (Bari, 1º giugno 1927 – Corato, 26 maggio 1998) è stato un politico italiano.

## Biografia
Fin da giovane lavora come contadino e operaio, è militante sindacale e membro del Partito Comunista Italiano.
Eletto alla Camera dei deputati nelle file del PCI nel 1983. Alle elezioni politiche del 1987 viene eletto al Senato. In seguito alla svolta della Bolognina, aderisce al Partito Democratico della Sinistra, terminando il mandato parlamentare nel 1992. 
Nel 1993 viene eletto consigliere comunale col PDS a Corato, concludendo il proprio mandato nel 1997.